# Займаючись любов'ю
Займаючись любов'ю (англ. Making Love) — американський фільм 1982 року.

## Сюжет
Процвітаючий молодий лікар з Лос-Анжелеса і його не менш процвітаюча дружина телепродюсер після 8 років сімейного життя усвідомлюють, що їх спільне життя під загрозою. У їх комфортне життя вривається хлопець на ім'я Барт — письменник, який пробуджує в Заку невідомі раніше почуття. Зак починає усвідомлювати свою гомосексуальність. Він перестає обідати з дружиною, щоб мати можливість зустрічатися з Бартом. А Барт тримає його на відстані. Відлучки Зака стають все більш частими і Клер, його дружина, починає думати, що у того інтрижка з іншою жінкою. Не отримуючи взаємності від Барта і вперше в житті відчуваючи себе самотнім у сімейному житті, Зак вирішує сказати Клер правду. Клер, звичайно ж, шокована тим, що так мало знала про людину, з якою прожила 8 років і звинувачує Зака в тому, що він всі 8 років приховував від неї правду.

## У ролях
- Майкл Онткін — Зак
- Кейт Джексон — Клер
- Гаррі Хемлін — Барт
- Венді Хіллер — Вінні
- Артур Хілл — Генрі
- Ненсі Олсон — Крістін
- Джон Дукакіс — Тім
- Террі Кайзер — Харрінгтон
- Денніс Говард — Лпррі
- Ешер Браунер — Тед
- Джон Келвін — Девід
- Гвен Арнер — Елрін
- Гері Свенсон — Кен
- Енн Хейні — Ліла
- Стенлі Кемел — Чарлі
- Чарльз Люсія — Чіп
- Даг Джонсон — Дуг
- Бен Міттлман — Бен
- Мікі Джонс — ковбой музикант
- Джозеф Дж. Медаліс — диктор
- Еріка Хіллер — Люсі Лі
- Майкл Шеннон — Марті
- Артур Таксіер — Дональд
- Фібі Дорін — Дженні
- Марк Шабб — Джош
- Керол Кінг — Пем
- Камілла Карр — Сьюзен
- Лілі Хейден — маленька сестра
- Пол Сендерсон — Білл
- Девід Нелл — Майкл
- Девід Мерфі — молодий чоловік у барі 1
- Майкл Дудікофф — молодий чоловік у барі 2
- Джон Старр — молодий чоловік у барі 3
- Чарльз Зуков — молодий чоловік у барі 4
- Скотт Райдер — молодий чоловік у барі 5
- Джоенн Хікс — жінка № 1
- Стейсі Кані-Адамс — жінка 2
- Стефані Сігал — жінка 3
- Кедрен Джонс — жінка 4
- Александр Локвуд — священик
- Майкл Харріс — Руперт
- Роберт Мікелс — близнята
- Джейсон Мікелс — близнята